# Harvey Brooks
Harvey Brooks, rodným jménem Harvey Goldstein, (* 4. července 1944 Manhattan, New York, USA) je americký baskytarista, hudební skladatel a hudební producent.
Jeho prvním nástrojem byla kytara, záhy však přešel k baskytaře. Mezi jeho vzory patřil James Jamerson. První úspěchy slavil v roce 1965, kdy byl přizván na nahrávání alba Highway 61 Revisited písničkáře Boba Dylana. V následujících letech hrál s řadou dalších hudebníků, mezi něž patří například John Cale, John Sebastian, Cass Elliot, Richie Havens a kapely The Electric Flag a The Doors. Hrál také na dvou albech jazzového trumpetisty Milese Davise. Jako producent se podílel na deskách zpěvačky Karen Dalton a kapely Quicksilver Messenger Service.
V roce 2009 se přestěhoval do Izraele. Roku 2020 vydal autobiografii View from the Bottom.

## Diskografie (výběr)

### Sólová
- How to Play Electric Bass (1967)
- Elegant Geezer (2021)

### Ostatní
- Highway 61 Revisited (Bob Dylan, 1965)
- David Blue (David Blue, 1966)
- Mixed Bag (Richie Havens, 1966)
- 'Bout Changes 'n' Things (Eric Andersen, 1966)
- Album 1700 (Peter, Paul and Mary, 1967)
- A Long Time Comin' (The Electric Flag, 1968)
- Quicksilver Messenger Service (Quicksilver Messenger Service, 1968)
- Dream a Little Dream (Mama Cass, 1968)
- An American Music Band (The Electric Flag, 1968)
- Super Session (Mike Bloomfield, Al Kooper & Stephen Stills, 1968)
- The Soft Parade (The Doors, 1969)
- Vintage Violence (John Cale, 1970)
- Bitches Brew (Miles Davis, 1970)
- John B. Sebastian (John B. Sebastian, 1970)
- New Morning (Bob Dylan, 1970)
- Blows Against the Empire (Paul Kantner and Jefferson Starship, 1970)
- In My Own Time (Karen Dalton, 1971)
- Summer Breeze (Seals and Crofts, 1972)
- Big Fun (Miles Davis, 1974)
- Unrequited (Loudon Wainwright III, 1975)